# السبعة (ذي السفال)

تعديل مصدري - تعديل

السبعة محلة تابعة لقرية بيت الاسد، التابعة لعزلة ريده ورياد بمديرية ذي السفال إحدى مديريات محافظة إب في الجمهورية اليمنية، بلغ تعداد سكانها 99 حسب تعداد اليمن لعام 2004.